# Праздники Бутана

## Государственные праздники
Список государственных праздников Бутана.
- 7-й день 11-го месяца по тибетскому календарю[5][6]) — Зимнее Солнцестояние (дзонг-кэ ཉིན་ལོང་ Вайли nyin-long; ‘возвращение солнца’[7])
- 1-й день 12-го месяца[8] ([5]) — Традиционный день жертвоприношения (дзонг-кэ: buelwa phuewi nyim)
- 1-й день 1-го месяца ([5]) — Лосар
- 21—23 февраля — День рождения 5-го короля Бутана
- 10-й день 4-го месяца ([5]) — Фестиваль Шабдрунга (Shabdrung Kurchoe[5])
- 15 июня[5] — День вхождения в Нирвану Будды
- 10 июля[5] — День рождения Гуру Ринпоче
- 3 августа[5] — Первая проповедь Будды
- 8 августа — День независимости
- 23 сентября[5] — День Благословенного дождя (дзонг-кэ: thruebab)
- 2 октября — Тхимпху-друбчен (фестиваль города Тхимпху)
- 6 октября[5] — Дашайн
- 1 ноября — Коронация короля Бутана
- 11 ноября — День рождения 4-го короля Бутана
- 22-й день 9-го месяца [5] — Нисхождение Будды (тиб. ལྷ་བབ་དུས་ཆེན, Вайли Lha-bab Dus-chen)
- 17 декабря — Национальный день Бутана